# Centre d'insémination artificielle du Québec
Fondé en 1948, le Centre d'insémination artificielle du Québec (CIAQ) est une société en commandite se trouvant dans la ville de Saint-Hyacinthe au Québec. Il a pour mission d’améliorer, par l’insémination artificielle, la qualité des bovins au Québec en matière de production laitière et de production de viande. Le CIAQ est présentement l’unique lieu de production de sperme bovin au Québec et est la propriété de la Fédération des producteurs de lait du Québec, du Conseil Québécois des races laitières et du Conseil provincial des cercles d'amélioration du bétail (CP CAB).
Le CIAQ fournit aux éleveurs des semences provenant de taureaux de variété  Ayrshire, Canadienne, Holstein, Jersey et Brown Swiss. Environ 800,000 doses de semences provenant des banques du CIAQ sont utilisées par les éleveurs du Québec, de la Nouvelle-Écosse et à travers le monde. Les exportations autour du globe sont effectuées par l'intermédiaire de la société Semex (Semex Alliance), possédée à 45 % par la CIAQ. Fait à noter, la CIAQ est un des fondateurs la société Semex,.

## Histoire
Au début des années 1940, le gouvernement du Québec devenait de plus en plus inquiet face au faible rendement de son industrie laitière. Pour le ministère de l’Agriculture de l’époque, la technique  d’insémination artificielle, nouvelle technologie, apparaissait comme la solution économique et rapide pour améliorer le rendement des troupeaux, réduire les coûts de production et ainsi, augmenter les revenus. Puisque personne au sein du ministère de l’agriculture ne possédait les connaissances nécessaires pour implanter cette pratique au Québec, le gouvernement a engagé un jeune agronome diplômé de l’Université Cornell dans l’état de New York du nom de Ernest Mercier. Ce québécois d’origine venait tout juste de terminer son doctorat portant sur l’insémination artificielle des bovidés. M. Mercier avait pour mandat d’instaurer une pratique d’insémination artificielle efficace dans la province. Lorsqu'il eut terminé ses études, M. Mercier fonda ce qui allait devenir le CIAQ en 1947. La première insémination artificielle a eu lieu le 29 avril 1948,.
Au début, l'équipe de M. Mercier avait pour défi d’établir et d’entretenir un réseau d’insémination. Pour ce faire, il avait comme stratégie d’encourager les fermiers à s’organiser en club d’éleveurs pour faire en même la promotion et gestion de l’insémination artificielle. Ces Clubs d'éleveurs seraient capables de fournir au CIAQ les données qu’il lui fallait pour déterminer quels sont les taureaux les plus prometteurs à considérer comme donneur (lesquels ont les descendants qui produisent le plus de lait, lesquels ont les descendants qui produisent le plus de viandes, etc.). Parallèlement à ce mandat, le CIAQ effectuait des recherches pour améliorer directement les techniques d’insémination, pour améliorer le conditionnement du sperme et pour tester directement les taureaux en faisant un suivi rigoureux du rendement de ses décédant.
Au cours de son existence, le CIAQ a subi plusieurs changements structurels. De 1948 à 1981, il était une division du Ministère de l'Agriculture, des Pêcheries et de l'Alimentation. En raison de l’accroissement de la demande pour ses produits, le CIAQ ne pouvait plus être administré en tant que société publique. En 1981, la gestion a été transférée à la défunte, Société Québécoise d'Initiatives Agro-Alimentaires (SOQUIA) une  compagnie d’état. En 1997, la CIAQ s’est jumelé avec 3 autres centres d’insémination artificielle au Canada pour former l’alliance Semex (Semex Alliance en anglais) une compagnie ayant pour but de promouvoir sur al scène internationale l’expertise canadienne en matière d’insémination artificielle des bovidés. Finalement, en 1999, la CIAQ a été achetée en partenariat par 3 sociétés, la Fédération des producteurs de lait du Québec, le Conseil Québécois des races laitières et Conseil provincial des cercles d'amélioration du bétail. C’est son statut actuel (décembre 2014).

## Le programme d'amélioration génétique

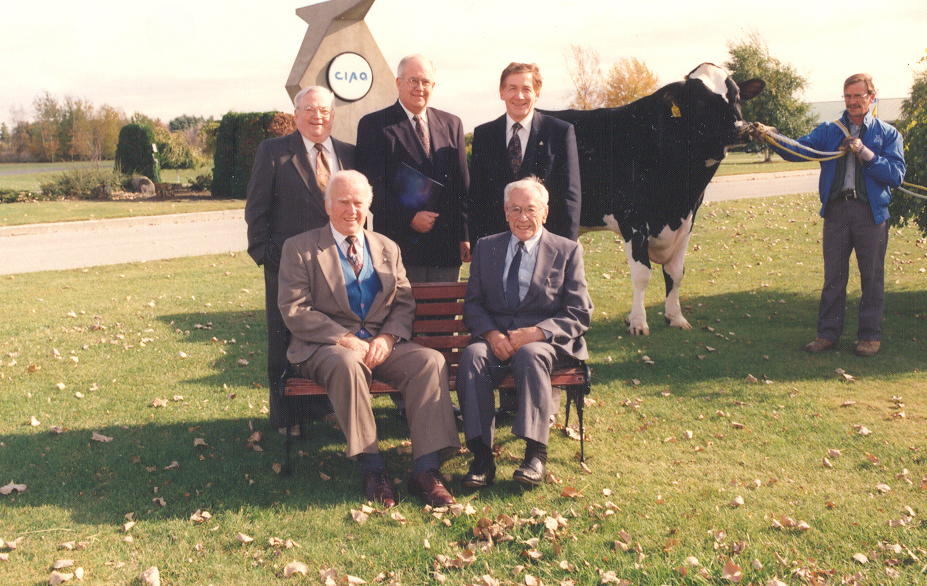
Startmore Rudolph au CIAQ. Dr Ernest Mercier, le fondateur du centre est assis à gauche.

Le programme d’amélioration génétique des bovidés est une des raisons d’être du CIAQ. Pour être en mesure d’offrir aux éleveurs québécois des taureaux de qualité avec un passé génétique bien connu et documenté, un programme de test de taureaux donneur de sperme potentiel a été mis en place en 1967.  Lorsque le programme a été inauguré, seulement 3 % des vaches laitières du Québec étaient enregistrés dans un programme de suivi génétique rigoureux. Rappelons qu’un suivi de ce type est nécessaire pour déterminer la qualité d’un taureau (lui-même ne produisant pas de lait). Pour identifier les taureaux donneur de sperme, il fallait faire un suivi génétique rigoureux sur les vaches. De nos jours, 53 % de vaches du Québec ont ce type de suivi.
Avec les efforts concertés du CIAQ, du Ministère de l’Agriculture et de la participation des fermiers Québécois, 50 % de taureaux sont de nos jours testés pour être inclus dans la banque de sperme du CIAQ. Au cours des années, un nombre considérable de taureaux ont été identifiés et inclus dans la banque de sperme. Certains d’entre eux ont même obtenu une certaine célébrité à l’extérieur du monde agricole. Par exemple le taureau Hanoverhill Starbuck, qui est le père d'au moins 200 000 vaches laitières de type Holstein à travers la planète et est un ancêtre de 95 % des vaches laitières du Québec,,. Le film québécois Starbuck, sur un homme père de 533 enfants en raison de ses dons de sperme, est inspiré de l'histoire de ce taureau.

## Compagnie actuelle
La CIAQ est divisée en deux bâtiments : le siège social actuel ouvert en 1948 à Saint-Hyacinthe et un ouvert en 1985 à Sainte-Madeleine. Au total la CIAQ possède 670 taureaux et garde environ 11,500,000 doses de sperme dans ses banques.